# El Cuervo de Sevilla
El Cuervo de Sevilla település Spanyolországban, Sevilla tartományban. El Cuervo de Sevilla Lebrija és Jerez de la Frontera községekkel határos. Lakosainak száma 8716 fő (2024).

## Népesség
A település népessége az elmúlt években az alábbi módon változott:
| Lakosok száma | 7713 | 7918 | 8410 | 8562 | 8677 | 8721 | 8698 | 8610 | 8623 | 8716 |
|               | 2001 | 2004 | 2007 | 2009 | 2012 | 2014 | 2017 | 2019 | 2022 | 2024 |